# Chloreuptychia hewitsonii
Espèce
Chloreuptychia hewitsonii  est une espèce de papillons de la famille des Nymphalidae et de la sous-famille des Satyrinae, de la tribu des Satyrini, de la sous-tribu des Euptychiina.

## Dénomination
L'espèce Chloreuptychia hewitsonii  a été décrit par l'entomologiste britannique Arthur Gardiner Butler en 1867, sous le nom initial de Euptychia hewitsonii.

### Synonymie
- Euptychia hewitsonii Butler, 1867 - protonyme
- Euptychia polla (Möschler, 1883)

### Nom vernaculaire
Chloreuptychia hewitsonii se nomme Hewitson's Satyr en anglais.

## Description
Chloreuptychia hewitsonii est un papillon aux ailes translucides avec sur le dessus chez le mâle une bande foncée le long de la nervure cubitale et chez la femelle un glacis bleu nacré.
Le revers est gris bleu nacré avec trois bandes marron, discale et postdiscales, un ocelle noir cerné de jaune doublement pupillé à l'apex des ailes antérieures et aux ailes postérieures une ligne d'ocelles cernés de jaune dont les deux proches de l'apex et le gros proche de l'angle anal sont noir et doublement pupillés.

## Écologie et distribution
Chloreuptychia hewitsonii est présent en Équateur, au Brésil, au Surinam et en Guyane,.

### Biotope
Chloreuptychia hewitsonii réside en lisière des sous-bois humides et denses.

### Protection
Pas de statut de protection particulier